# 갤러리현대
갤러리현대(Gallery Hyundai)는 대한민국 서울특별시에 위치한 갤러리이다. 갤러리현대는 1970년 4월 4일 개관한 대한민국에서 가장 오래된 갤러리 현대화랑의 신관이다.